# Nécy
Nécy és un municipi francès situat al departament de l'Orne i a la regió de Normandia. L'any 2007 tenia 494 habitants.

## Demografia

### Població
El 2007 la població de fet de Nécy era de 494 persones. Hi havia 198 famílies de les quals 48 eren unipersonals (20 homes vivint sols i 28 dones vivint soles), 83 parelles sense fills, 59 parelles amb fills i 8 famílies monoparentals amb fills.
La població ha evolucionat segons el següent gràfic:
Habitants censats

### Habitatges
El 2007 hi havia 238 habitatges, 198 eren l'habitatge principal de la família, 30 eren segones residències i 10 estaven desocupats. 236 eren cases i 2 eren apartaments. Dels 198 habitatges principals, 159 estaven ocupats pels seus propietaris, 35 estaven llogats i ocupats pels llogaters i 5 estaven cedits a títol gratuït; 1 tenia una cambra, 13 en tenien dues, 33 en tenien tres, 53 en tenien quatre i 99 en tenien cinc o més. 129 habitatges disposaven pel capbaix d'una plaça de pàrquing. A 80 habitatges hi havia un automòbil i a 99 n'hi havia dos o més.

### Piràmide de població
La piràmide de població per edats i sexe el 2009 era:
| Homes | Edats   | Dones |
| ----- | ------- | ----- |
| 0     | 95 o +  | 0     |
| 4     | 90 a 94 | 0     |
| 4     | 85 a 89 | 0     |
| 4     | 80 a 84 | 4     |
| 8     | 75 a 79 | 16    |
| 20    | 70 a 74 | 24    |
| 12    | 65 a 69 | 20    |
| 4     | 60 a 64 | 4     |
| 8     | 55 a 59 | 8     |
| 20    | 50 a 54 | 12    |
| 12    | 45 a 49 | 32    |
| 16    | 40 a 44 | 12    |
| 8     | 35 a 39 | 4     |
| 20    | 30 a 34 | 16    |
| 16    | 25 a 29 | 20    |
| 16    | 20 a 24 | 8     |
| 20    | 15 a 19 | 16    |
| 0     | 10 a 14 | 4     |
| 8     | 5 a 9   | 24    |
| 12    | 0 a 4   | 28    |

## Economia
El 2007 la població en edat de treballar era de 308 persones, 217 eren actives i 91 eren inactives. De les 217 persones actives 204 estaven ocupades (106 homes i 98 dones) i 13 estaven aturades (8 homes i 5 dones). De les 91 persones inactives 42 estaven jubilades, 21 estaven estudiant i 28 estaven classificades com a «altres inactius».

### Ingressos
El 2009 a Nécy hi havia 202 unitats fiscals que integraven 514 persones, la mediana anual d'ingressos fiscals per persona era de 15.547 €.

### Activitats econòmiques
Dels 20 establiments que hi havia el 2007, 2 eren d'empreses extractives, 1 d'una empresa alimentària, 2 d'empreses de construcció, 2 d'empreses de comerç i reparació d'automòbils, 6 d'empreses de transport, 1 d'una empresa d'hostatgeria i restauració, 2 d'empreses financeres, 2 d'empreses de serveis, 1 d'una entitat de l'administració pública i 1 d'una empresa classificada com a «altres activitats de serveis».
Dels 4 establiments de servei als particulars que hi havia el 2009, 1 era un establiment de lloguer de cotxes, 1 guixaire pintor, 1 perruqueria i 1 restaurant.
L'únic establiment comercial que hi havia el 2009 era una botiga de menys de 120 m².
L'any 2000 a Nécy hi havia 12 explotacions agrícoles que ocupaven un total de 336 hectàrees.

## Equipaments sanitaris i escolars
El 2009 hi havia una escola elemental integrada dins d'un grup escolar amb les comunes properes formant una escola dispersa.

## Poblacions més properes
El següent diagrama mostra les poblacions més properes.